# Lista de dioceses da Igreja da Dinamarca
A Igreja da Dinamarca é uma igreja de orientação protestante-luterana da Dinamarca. Atualmente possui 11 dioceses. Em 29 de julho de 2007 a Diocese das Ilhas Feroé se tornou uma nova igreja para as ilhas, chamada Igreja das Ilhas Feroé. As dioceses são subdividas em 111 decanatos, e estes são subdivididos em cerca de 2200 paróquias.

## Dioceses
- Diocese de Aalborg
- Diocese de Aarhus
- Diocese de Fiônia
- Diocese de Haderslev
- Diocese de Helsingor
- Diocese de Copenhague
- Diocese de Lolland-Falster
- Diocese de Ribe
- Diocese de Roskilde
- Diocese de Viburgo

- Diocese da Groenlândia (em processo de cisma)

## Fonte
- FAHLBUSCH, E., et al. The Encyclopedia of Christianity. 1997. 3ª ed. P. 352.